# Soluția spaniolă

Principiul soluției spaniole

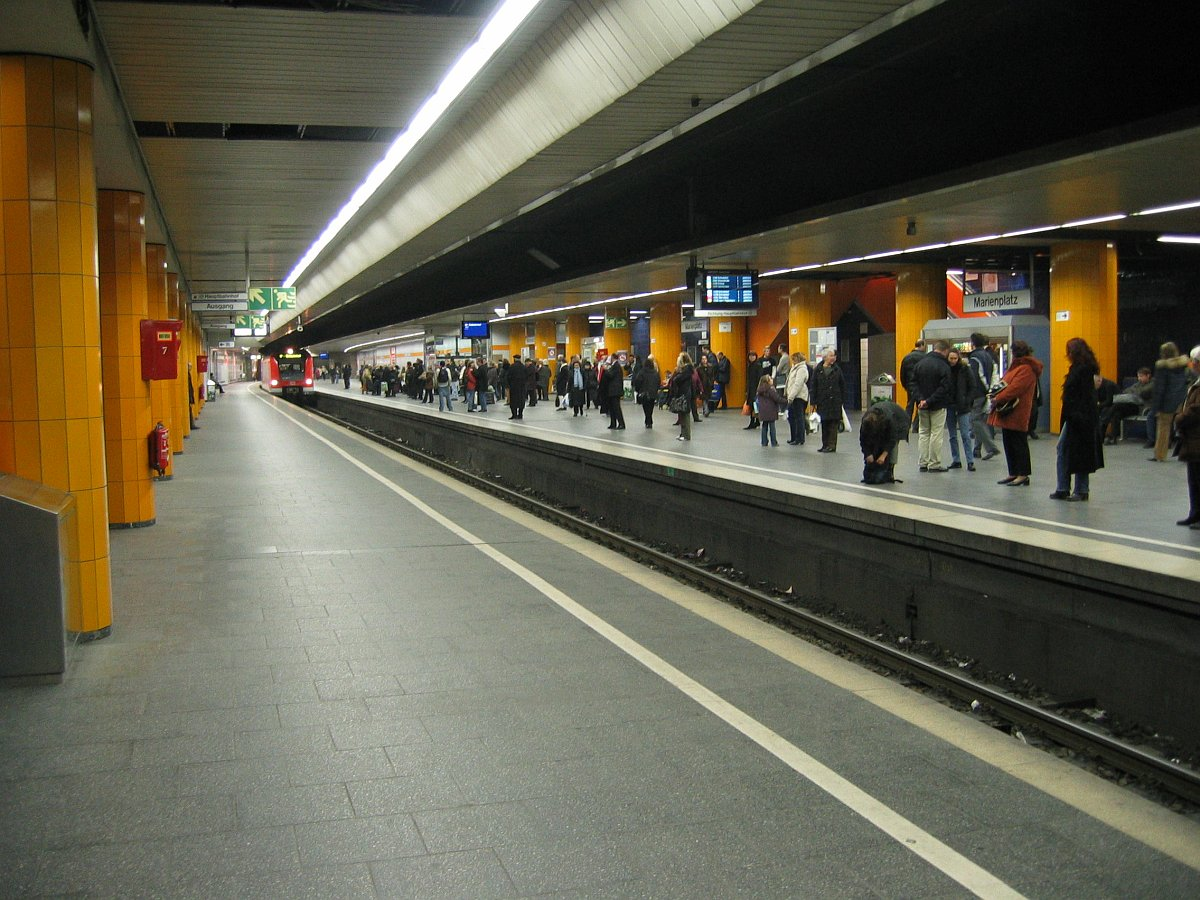
Linia estică a stației Marienplatz, München S-Bahn.

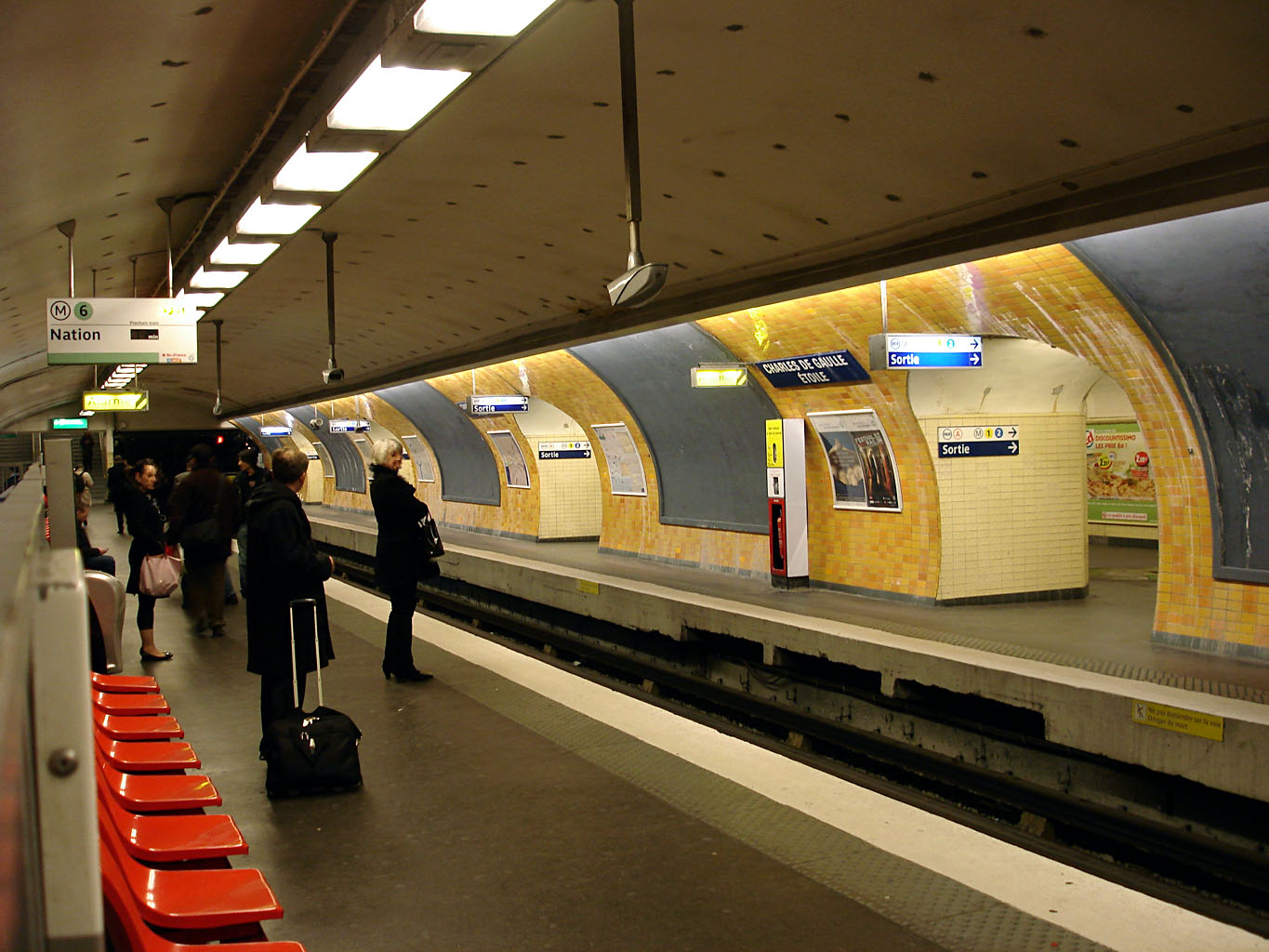
Soluția spaniolă pe linia ‍ la Charles de Gaulle - Étoile, metroul din Paris.

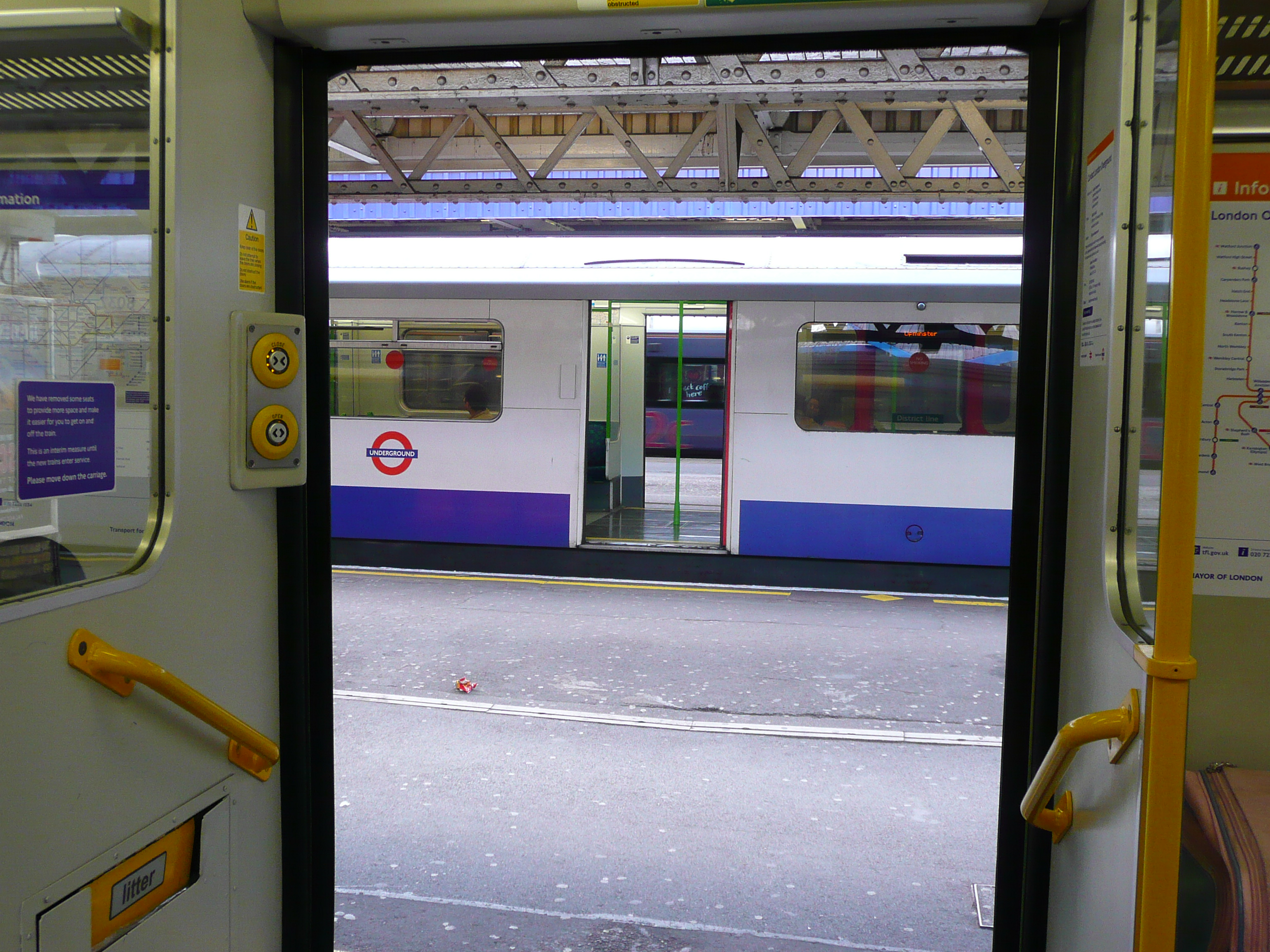
Privire dintr-un tren spre celălalt, cu ușile deschise spre ambele peroane, către al treilea tren. La Barking, în Londra, Anglia, metrourile din partea de est își deschid ușile din ambele părți pentru a permite pasagerilor să comute cu două linii principale, C2C și London Overground Barking - Gospel Oak. Fotografia este realizată din interiorul unui vagon al ultimei linii.

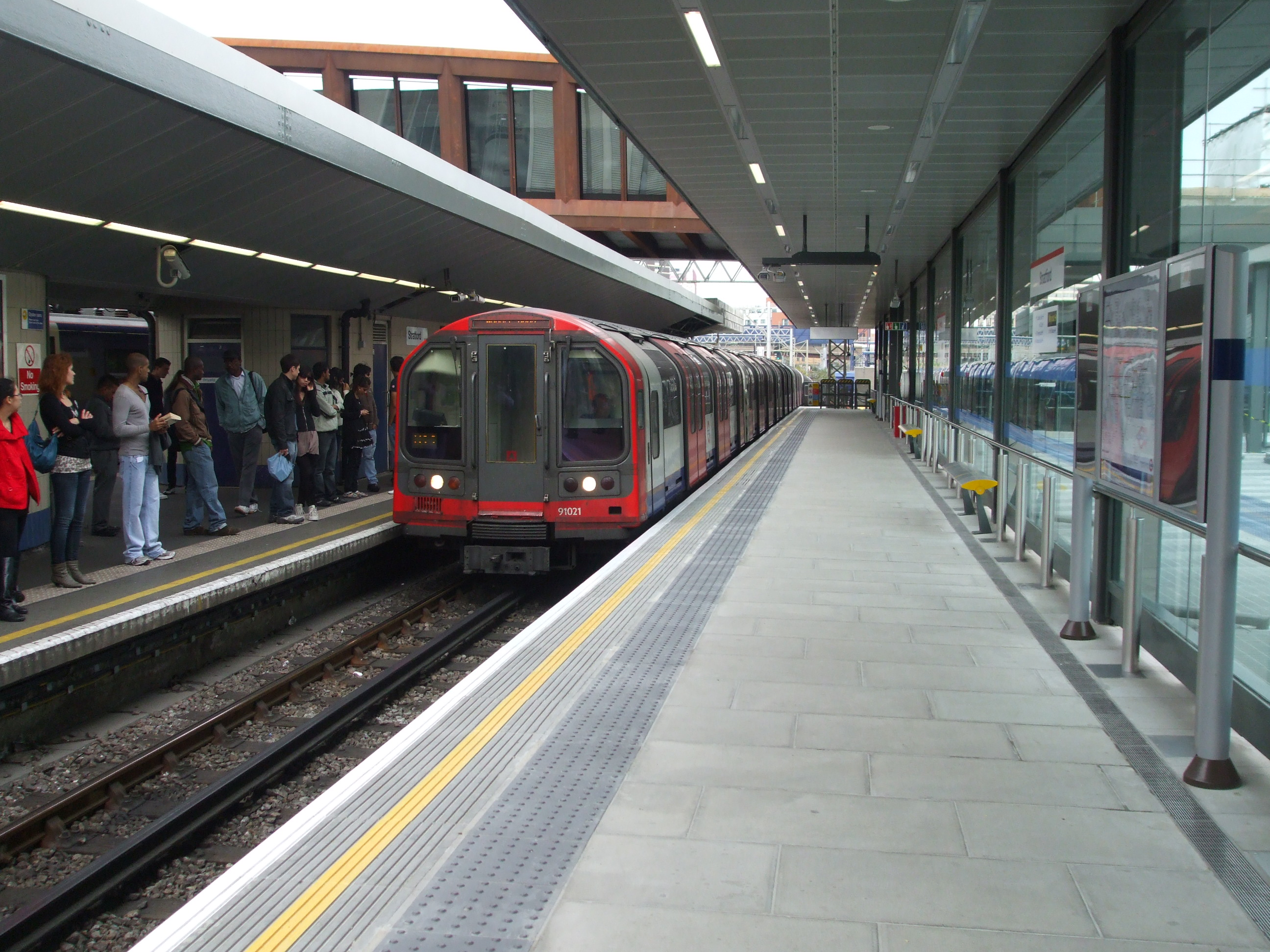
Peroanele de vest 3 și 3a ale Gării Stratford (cu un tren London Underground al Central line sosind în stație). Trenul își va deschide ușile dinspre ambele peroane.

În vocabularul transportului feroviar și al rețelelor de metrou, soluția spaniolă (numită și soluția Barcelona) reprezintă un proiect de stație cu două peroane dispuse de o parte și de alta a liniei, pentru a ușura îmbarcarea și coborârea: pasagerii urcă în vagon de pe unul din peroane și coboară pe celălalt. Dacă există două linii și trei peroane (unul central și două laterale), cel central va fi în general folosit drept peron comun de coborâre din trenuri, deoarece nu are nici o importanță dacă pasagerii care sosesc se amestecă în drumul lor spre ieșire. Dar este de preferat ca pasagerii să fie separați înainte de îmbarcare pe peroane diferite, în funcție de direcția lor de mers. În majoritatea stațiilor, ușile de ieșire din vagon se deschid cu câteva secunde înaintea celor de intrare.
Principiul soluției spaniole a fost prima dată utilizat în 1895, la acum închisa stație King William Street din Londra, dar a devenit răspândită la construcția, în anii 1930, a metroului din Barcelona, de unde-și trage și numele.
În Statele Unite, soluția a fost folosită prima dată în 1912, la Park Street Under pe linia Red Line a MBTA din Boston, și la stația Chambers Street a Metroului din New York în 1913, al cărei peron central este acum închis.
La sistemele tip people mover din aeroporturi există de obicei peroane dedicate pentru îmbarcare și debarcare. Acest lucru are avantajul suplimentar că împiedică pasagerii să se îndrepte în direcția greșită când debarcă. Același principiu este uneori folosit la feriboturi, monorail-uri, telecabine, funiculare, instalații de tip roller coaster, ascensoare (spre exemplu în metroul din Londra) sau în clădiri publice precum teatrele și cinematografele.
În stațiile terminus, unde trenurile sunt bidirecționale, este avantajos ca peroanele centrale să fie folosite pentru îmbarcare, iar cele laterale pentru coborâre. Acest lucru permite trenurilor să intre în stație la oricare din linii și să rămână acolo până la următoarea cursă. Pasagerii care se îmbarcă nu trebuie astfel să cunoască dinainte de la ce linie pleacă următorul tren în care intenționează să se îmbarce.

## Exemple
Stația Sé a metroului din São Paulo este un exemplu recent. Line 1 Albastră (Linha 1 - Azul, Norte-Sul) folosește acest model la Sé, o stație aglomerată din cauza corespondenție cu Line 3 Roșie (Linha 3 - Vermelha, Leste-Oeste), iar Linia 3 folosește același sistem în stațiile Sé, República (Estação República), Itaquera, Barra Funda și Luz.
În Hong Kong, fosta societate KCRC, acum parte a MTR Corporation, a reconstruit în același mod peroanele stației terminus Lo Wu, aflată la granița administrativă cu China Continentală. Când trenurile opresc, ușile care dau spre peronul central se deschid, iar pasagerii coboară. Apoi ușile se închid și se deschid cele spre peroanele laterale, de îmbarcare.
În Franța, principiul este aplicat la peroanele Liniei B ale stației Jean Jaurès a metroului din Toulouse, acolo unde se întâlnesc liniile A și B.
În sistemul londonez London Underground, stația Loughton a fost proiectată inițial ca un exemplu, în acest caz pentru a permite conexiunea cu peroanele la care sosesc trenurile din vecinătate. Actualmente, stația nu mai este operată folosind acest principiu.

## Alte exemple

### Asia
Republica Populară Chineză
- Stațiile Gongyuanqian și Xilang ale metroului din Guangzhou.
- Peronul de sud al Liniei 8 în stația Piața Poporului a metroului din Shanghai.
- Stațiile Luohu și Futian ale metroului din Shenzhen.
- Peroanele stației Xizhimen de pe Linia 13 a metroului din Beijing, stațiile Terminal 3 și Songjiazhuang, peroanele liniei Yizhuang și stația Haidian Wuluju.
- Peroanele stației Piața Tianfu de pe Linia 1 a metroului din Chengdu.
- Peroanele stației Tianjinzhan de pe Linia 9 a metroului din Tianjin.
- Terminalul 3 pentru trenuri al Aeroportului Internațional Beijing.

Hong Kong
- Stația Lo Wu a MTR Hong Kong

India
- Chhatrapati Shivaji Terminus.
- Primul peron al Gării Jogeshwari.
- Primul peron al Gării Kurla.
- Primul peron al Gării Dombivli.
- Primul peron al Gării Kanchrapara.
- Complexul de nord și peronul 10 al Gării Sealdah.

Japonia
- Gara Ikebukuro de pe liniile de cale ferată Seibu Ikebukuro și Tōbu Tōjō.
- Gara Sakuragichō de pe linia de cale ferată Keihin-Tōhoku.
- Punctul terminus din Gara Shinjuku al Liniei Keiō.
- Punctul terminus din Gara Shinjuku al Liniei Odakyu.
- Gara Meitetsu Nagoya.

Coreea de Sud
- Stația Panam, punctul terminus de est al Liniei 1 a metroului din Daejeon.

Israel
- Toate cele șase stații ale funicularului subteran Carmelit din Haifa.

Malaezia
- Punctul terminus al Aerotrenului KLIA de la Aeroportul Internațional Kuala Lumpur.
- Punctele terminus ale Monorailului din Kuala Lumpur de la stațiile KL Sentral și  Titiwangsa.

Singapore
- Stația Sentosa, punctul terminus de la centrul comercial VivoCity al monorailului Sentosa Express.
- Stațiile finale ale Changi Airport Skytrain între Terminalul 2 și Terminalul 3.
- Peroanele sistemului feroviar LRT din Gara Choa Chu Kang vor fi transformate din peroane centrale în soluția spaniolă. Peronul principal va fi în continuare folosit pentru îmbarcare, dar vor fi adăugate două peroane laterale utilizabile doar pentru ieșire.

Thailanda
- Nodul feroviar Chachoengsao de pe Linia de Est 2.

### Australasia
Australia
- Gara Olympic Park, Sydney.
- Stațiile Bullocks Flat și Perisher Valley ale căii ferate montane Skitube.
- Gările Glanville, Brighton și nodul intermodal Noarlunga Centre din Adelaide (doar pentru una din linii).

Noua Zeelandă
- Stația Lambton a funicularului din Wellington.

### Europa
Austria
- Stația Stadion de pe linia U2 a metroului din Viena, construită astfel cu scopul de a permite îmbarcarea și coborârea rapidă din trenuri cu ocazia evenimentelor sportive de pe  Ernst-Happel-Stadion, aflat în apropiere.
- Stația Schottenring de pe linia U2 a metroului din Viena la peronul liniei U4, deoarece, până în mai 2008, stația a fost capătul liniei U2. Ulterior, linia U2 a fost extinsă până la Stadion, Aspernstraße (octombrie 2010) și Seestadt Aspern (octombrie 2013).

Belgia
- Stațiile de tramvai ale axei Nord-Sud a premetroului din Bruxelles situate între gările Bruxelles-Sud și Bruxelles-Nord, precum și stația Rogier, situată pe linia 2 a metroului din Bruxelles.

Danemarca
- Gara Holte de pe linia B a sistemului feroviar Tren-S, la nord de Copenhaga.

Franța
- Jean Jaurès, stație de pe Linia B a metroului din Toulouse.
- Hôtel de ville - Louis Pradel, stație de pe Linia C a metroului din Lyon.
- Charles de Gaulle – Étoile, stație de pe Linia 6 a metroului din Paris.

Germania
- S-Bahn: gările München Hauptbahnhof și Karlsplatz au peroane centrale pentru îmbarcare și peroane laterale pentru coborâre. În gara Marienplatz linia de est de la nivelul superior și cea de vest de la nivelul inferior au amândouă peroane separate pentru urcare și coborâre din tren.
- Stuttgart Stadtbahn: stațiile Pragsattel și Mineralbäder.

Grecia
- Stația Omonia de pe Linia 1 a metroului din Atena.

Italia
- Cologno Nord, stație terminus a Liniei 2 a metroului din Milano.

Polonia
- Gara Warszawa Śródmieście din Varșovia – de-a lungul multor ani, până în anii 1980.